# Parčić (Kistanje)
Parčić falu Horvátországban Šibenik-Knin megyében. Közigazgatásilag Kistanjéhez tartozik.

## Fekvése
Knintől légvonalban 28, közúton 42 km-re nyugatra, községközpontjától 16 km-re északnyugatra Dalmácia északi-középső részén, Bukovica területén fekszik.

## Története
A falu Szent Margit temploma, a mai Szent Illés templom elődje már a 12. században állt. A környékbeli településekkel együtt 1527-ben elfoglalta a török, melynek uralma alól a 17. század végén szabadult fel. A szerbek betelepülése a 16. század elején kezdődött. Knin környékére már 1511-ben nagy számú szerb lakosság érkezett, majd főként Bosznia és Hercegovina területéről 1523 és 1527 között Dalmácia területére is sok szerb települt. Nagyobb arányú szerb betelepülés történt a 17. század végén, amikor Madi Milković hajdúvezér betelepítési megbízottként irányította, Krmpote és Parčić vidékének 1693-as telekosztását. A templom közelében egykor bencés kolostor állt, melynek hovatartozásáról a 17. század végén és a 18. század elején elhúzódó per zajlott a medviđai katolikusok és a likai és nyugat-boszniai szerb betelepülők között. 1805-ben egész Dalmáciával együtt az Első Francia Császárság része lett. 1815-ben a bécsi kongresszus újra Ausztriának adta, amely a Dalmát Királyság részeként Zárából igazgatta 1918-ig. A településnek 1857-ben 363, 1910-ben 562 lakosa volt. Az első világháború után előbb a Szerb-Horvát-Szlovén Királyság, majd Jugoszlávia része lett. 1991-ben teljes lakossága szerb nemzetiségű volt. Szerb lakói még ez évben csatlakoztak a Krajinai Szerb Köztársasághoz. A horvát hadsereg 1995 augusztusában a Vihar hadművelet során foglalta vissza a települést. Szerb lakói elmenekültek. A településnek 2011-ben 22 lakosa volt, akik földműveléssel, állattartással foglalkoztak.

## Lakosság
| Lakosság változása | Lakosság változása | Lakosság változása | Lakosság változása | Lakosság változása | Lakosság változása | Lakosság változása | Lakosság változása | Lakosság változása | Lakosság változása | Lakosság változása | Lakosság változása | Lakosság változása | Lakosság változása | Lakosság változása | Lakosság változása |
| ------------------ | ------------------ | ------------------ | ------------------ | ------------------ | ------------------ | ------------------ | ------------------ | ------------------ | ------------------ | ------------------ | ------------------ | ------------------ | ------------------ | ------------------ | ------------------ |
| 1857               | 1869               | 1880               | 1890               | 1900               | 1910               | 1921               | 1931               | 1948               | 1953               | 1961               | 1971               | 1981               | 1991               | 2001               | 2011               |
| 363                | 376                | 534                | 506                | 557                | 562                | 779                | 522                | 527                | 525                | 486                | 454                | 391                | 352                | 0                  | 22                 |

## Nevezetességei
Szent Illés próféta tiszteletére szentelt pravoszláv templomát nyugatról Medviđa felől mintegy egy kilométer hosszú aszfaltozatlan úton lehet megközelíteni. Megtalálni nem nehéz, mert egy kerek tavacska felett emelkedő festői dombtetőn áll, melyet a nép Maricának nevez. A templom a 12. században épült még katolikus templomként román stílusban és eredetileg Szent Margit tiszteletére volt szentelve. Építési stílusát, falazási technikáját tekintve a benkovaci terület hasonló templomaihoz áll közel. Egyszerű, egyhajós épület aránylag széles, félköríves apszissal. Hosszúsága nyolc és fél, szélessége öt és fél méter. Oldalfalai belül félkörös ívekkel tagoltak és három erős, négyszög metszetű lizénát tartanak. A bejárata feletti lunettában egy kör közepén elhelyezett kereszt dombormű látható. A homlokzaton elhelyezett felirat a templom 18. századi megújításáról emlékezik meg. A templom körül több régi sírkő található.